# Atlantisk plettet delfin
Atlantisk plettet delfin (Stenella frontalis) er en delfin som findes i de tropiske og varme tempererede dele af Atlanterhavet, i særlig grad i det vestlige Nordatlanten og i den Mexicanske Golf. Ældre individer er meget tydeligt plettede over hele kroppen. Arten ligner meget pantropisk plettet delfin, men har en mere robust kropsbygning og pletterne på bugen flyder ikke sammen med alderen.

## Systematik
Den atlantiske plettede delfin blev først videnskabeligt beskrevet af Cuvier i 1829. Der er en betydelig variation i udseendet indenfor arten og der er usikkerhed om den korrekte taksonomiske klassifikation. På nuværende tidspunkt anerkendes kun en enkelt art, men det er muligt at en stor og plettet form, der lever nær Florida, vil blive ophøjet til underart eller måske ny, selvstændig art.

## Beskrivelse
Farvetegningerne på den atlantiske plettede delfin varierer meget med alderen. Unge individer har ingen pletter, men blot en mørk rygkappe, og kan nemt forveksles med bl.a. øresvin. Når ungerne er vænnet fra, begynder de at få pletter. De får mørke pletter i de lyse områder og lyse pletter i de mørke områder. Efterhånden som dyrene bliver ældre, kommer der flere og flere pletter og de spreder sig til hele kroppen. På afstand kan nogle individer virke helt hvide, fordi de lyse pletter næsten helt dækker de mørke områder.
En udvokset atlantisk plettet delfin er 1,7 til 2,3 meter lang.
Som de andre arter i slægten Stenella er atlantisk plettet delfin et meget socialt dyr. Det er en hurtig svømmer, der ivrigt rider på bovbølgen fra både og laver akrobatiske luftspring.

## Udbredelse
Arten er begrænset til de tempererede og tropiske områder i Atlanterhavet. Den ses ofte i den vestlige ende af Golfstrømmen mellem Florida og Bermuda, mindre almindeligt længere mod øst, omkring Azorerne og De kanariske Øer. Den ses så langt nordpå som Cape Cod (New England) og Portugals kyst. Sydpå træffes de ned til Brasilien og Vestafrika.
Da arten er vanskelig at bestemme sikkert til havs findes der ikke ordentlige skøn over bestandsstørrelsen.

## Interaktion med mennesket
Atlantiske plettede delfiner kan f.eks. ses fra turbåde omkring Bahamas og Azorerne, men er mere sky i andre områder.
Et ukendt antal drukner formentlig i drivnet og nedgarn. Bifangsten skønnes ikke at have et omfang, der truer bestanden.